# Kisszombat
Kisszombat (1887-ig Csernelócz, szlovénül: Černelavci) ) falu  Szlovéniában, Muravidéken, Pomurska régióban. Közigazgatásilag  Muraszombat városi községhez tartozik.

## Fekvése
Muraszombat nyugati szomszédságában a Lendva jobb partján fekszik, egy síkságon, aminek a neve Ravensko.

## Története
1365-ben Széchy Péter fia Miklós dalmát-horvát bán és testvére Domonkos erdélyi püspök kapták királyi adományul illetve cserében a Borsod vármegyei Éleskőért, Miskolcért és tartozékaikért Felsőlendvát és tartozékait, mint a magban szakadt Amadéfi János birtokát. A település a későbbi századokon át is birtokában maradt a családnak. Az 1366-os beiktatás alkalmával részletesebben kerületenként is felsorolják az ide tartozó birtokokat, melyek között a falu "Charnalouch in districtu Beelmura" alakban szerepel. A felsőlendvai uradalom belmurai kerületéhez tartozott. 1687-ben a Széchyek fiági kihalása után a Szapáry és Batthyány családok birtoka lett.
Vályi András szerint " CSERNELÓCZ. Tót falu Vas Vármegyében, földes Urai Gróf Szapáry, és Gróf Battyáni Uraságok, lakosai katolikusok, fekszik hegyek között Murai Szombathoz nem meszsze, mellynek filiája, termésbéli tulajdonságaira, ’s vagyonnyaira nézve, hasonló Csernetzhez, első Osztálybéli."
Fényes Elek szerint " Csernelócz, vindus falu, Vas vgyében, a muraszombati uradalomban, 80 evang., 30 kath. lak."
Vas vármegye monográfiája szerint " Kis-Szombat, 32 házzal és 215 vend lakossal. Vallásuk r. kath. és ág. ev. Postája és távírója Muraszombat."
1837-ben a tótsági járás egyik falujaként 30 katolikus és 52 evangélikus lakta. A gyors lélekszám gyarapodásnak az oka, hogy miután a terület kikerült a magyar közigazgatás alól, a jugoszláv vezetés hozzálátott kisebbségbe nyomni a magyarokat, ezért a tengermellékről, az olasz fasiszták elől menekülő szlovéneket hozott a Muravidékre. Kisszombatba kerültek sokan, de a legtöbbet Alsólendva vidékére telepítették.

A község nevét 1881-ben magyarosították Csernelócz-ból Kisszombatra, épp Muraszombat melletti elhelyezkedése miatt, noha a nevében a vend černi feketét jelent. Korábbi neve Csarnalóc is volt.
1910-ben 297, túlnyomórészt szlovén lakosa volt. A trianoni békeszerződésig Vas vármegye Muraszombati járásához tartozott. 1919-ben átmenetileg a Vendvidéki Köztársasághoz tartozott. Még ebben az évben a Szerb–Horvát–Szlovén Királysághoz csatolták, ami 1929-től Jugoszlávia nevet vette fel. 1941-ben átmeneti időre ismét Magyarországhoz tartozott, 1945 után visszakerült jugoszláv fennhatóság alá. 1991 óta a független Szlovénia része, ekkor 1470 volt a lakosok száma. 2002-ben 1741 lakosa volt.

## Nevezetességei
Határában kora vaskori földvár sáncai láthatók.

## Híres emberek
A község szülöttje Czipott György evangélikus lelkész, író.